# Лелеувиа
Лелеувиа (фидж. Leleuvia) — островок в Фиджи. Административно входит в состав провинции Таилеву.

## География
Остров Лелеувиа расположен в центральном округе в провинции Таилеву, в южной части Тихого океана. Ближайший материк, Австралия, находится примерно в 3000 км.
Остров представляет собой крошечный атолловый риф, площадь которого составляет всего 0,068 км², а высшая точка достигает 3 м. Является одним из немногих настоящих атоллов Фиджи.

## История
Ранее управлялся китайско-фиджийским бизнесменом Emosi Yee Shaw, с 2006 арендуется компанией Saluwaki Limited для организации туристического пляжного и кайтсёрфингового отдыха.

## Население
Остров необитаем (2007).